# Stévy Nzambé
Stevy Nzambé (Sindara, 4 settembre 1991) è un ex calciatore gabonese, di ruolo difensore.

## Palmarès

### Club

#### Competizioni nazionali
- Campionato gabonese: 1

Mangasport Moanda: 2013-2014